# Ramon Subirat i Codorniu
Ramon Subirat i Codorniu (Móra d'Ebre, 1828 - Madrid, 1886) va ser un escultor català.

## Biografia
Va ser deixeble de Damià Campeny (1771-1855) a l'escola de Belles Arts de Barcelona i va ampliar els estudis a la Real Academia de San Fernando de Madrid amb Francisco Elías (1782-1858), on va aconseguir alguns premis en els exàmens de fi de curs. Fins a l'any 1860 devia romandre al taller d'Elías. L'artista s'establí a Madrid però també es conserva obra a Saragossa. El curs 1866-67 Subirat treballà com ajudant d'escultor a la Facultat de medicina Madrid i l'any 1879 va ser nomenat escultor anatòmic en propietat. Potser va influir en aquesta inclinació el seu germà metge, Agustín. Va ser soci del Ateneo de Madrid.
Les obres de Subirat van figurar en alguna de les Exposicions Nacionals de Belles Arts amb èxit obtenint una menció honorífica de segona classe per la de 1866 segons la premsa del moment. El 1858 s'hi havia presentat amb un bust del Doctor Esteve segons indica el Boletín Oficial de Fomento (obra nº 254). A l'exposició de 1871 va presentar un Sant Crist peça que pertany a una família de la Terra Alta.
Els diaris de l'època lloen de la realització del bust de la duquessa de Montpensier. El bust, de 1860, el va fer al taller del desaparegut Francisco Elías. El 1863 va confeccionar uns escuts en baix relleu per a una carrossa. Posteriorment va rebre l'encàrrec per a fer l'estàtua del metge de Felip II de Castella, Francisco Valles de Covarrubias, per al pòrtic del Museo de Velasco de Madrid, avui desapareguda. L'obra es va ubicar al seu emplaçament el 1880. Més endavant Subirat va fer per encàrrec de Josep Rubau la mascareta d'Estanislau Figueras per fer un bust; es tracta d'un medalló de més d'un metre de diàmetre i una mà, per ser utilitzada de pitjapapers.
En el concurs celebrat per a erigir una estàtua a Baldomero Espartero, Ramon Subirat es presentà amb l'obra Todo para mi patria per la que rebé un accèssit de 3.000 pessetes. El 1886 va realitzar el monument dedicat a l'eminent doctor Mariano Benavente, que podem admirar al Parc del Buen Retiro. El monument consta d'un senzill pedestal i un bust en marbre blanc de gran semblança amb el metge. Davant presenta la inscripció que recorda les dates del naixement i defunció. A l'època, el pedestal era diferent; als costats presentava les al·legories a la Medicina i la Literatura i al darrere un baix relleu simulant un pergamí on es llegia: Medicación sencilla, amor paterno – Devuelven la salud al niño enfermo. A Saragossa va encarregar-se de la part escultòrica del mausoleu dedicat a l'arquebisbe Bernardo Francés y Caballero, a la capella de San Braulio al Pilar. Al cementiri de Torrero va realitzar dos àngels per al panteó familiar dels Figueras.
Es té constància d'altres obres dedicades a personatges il·lustres com els busts dedicats a Manuel José Quintana i Adelardo López de Ayala i una estàtua dedicada a Lope de Vega.